# Aeropuerto Internacional Piedmont Triad

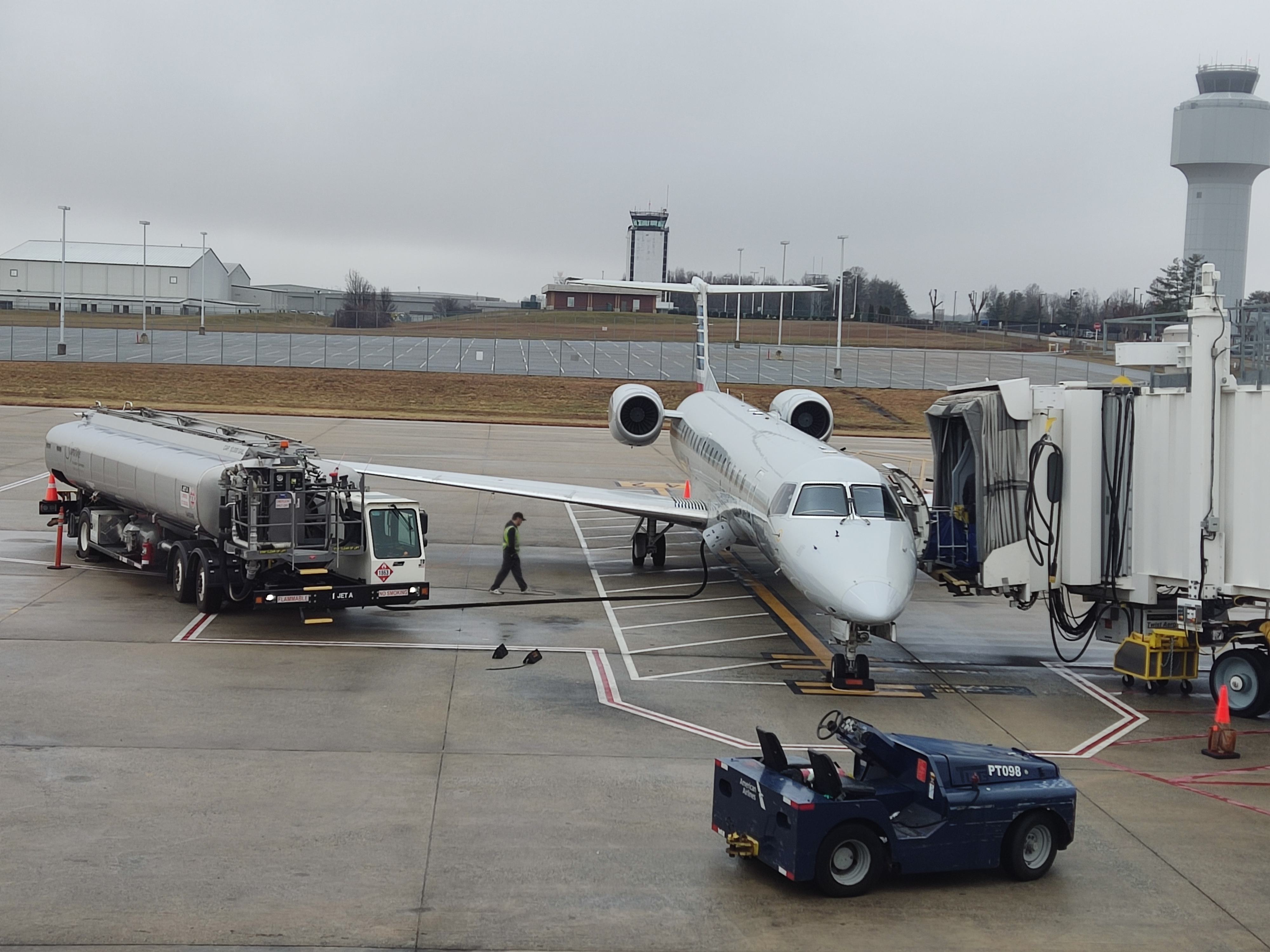
Embraer ERJ-145LR de American Airlines operado por Envoy Air (N931AE) en plataforma.

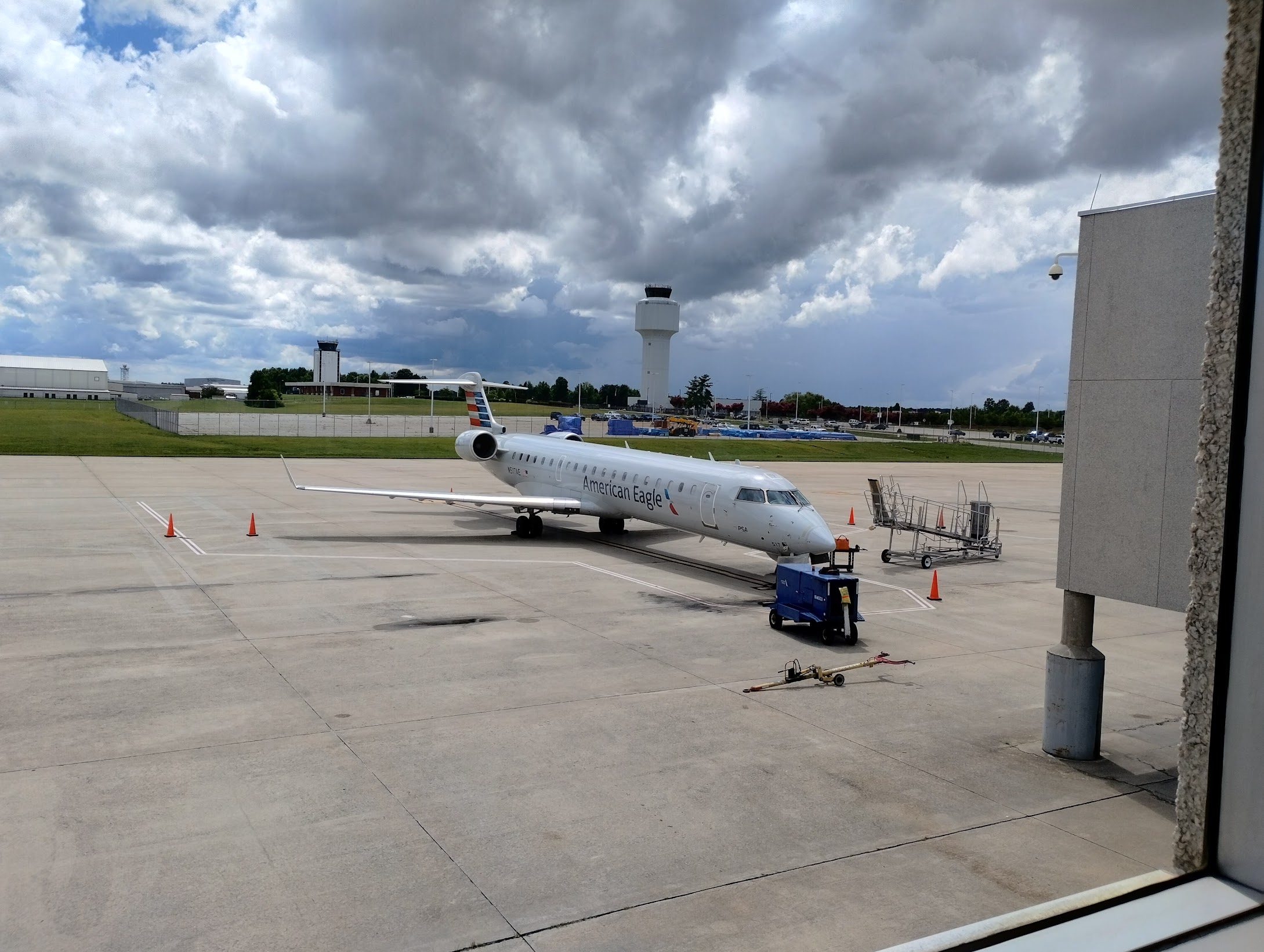
Bombardier CRJ-701ER de PSA Airlines operando para American Eagle (N517AE) en el Aeropuerto de Greensboro

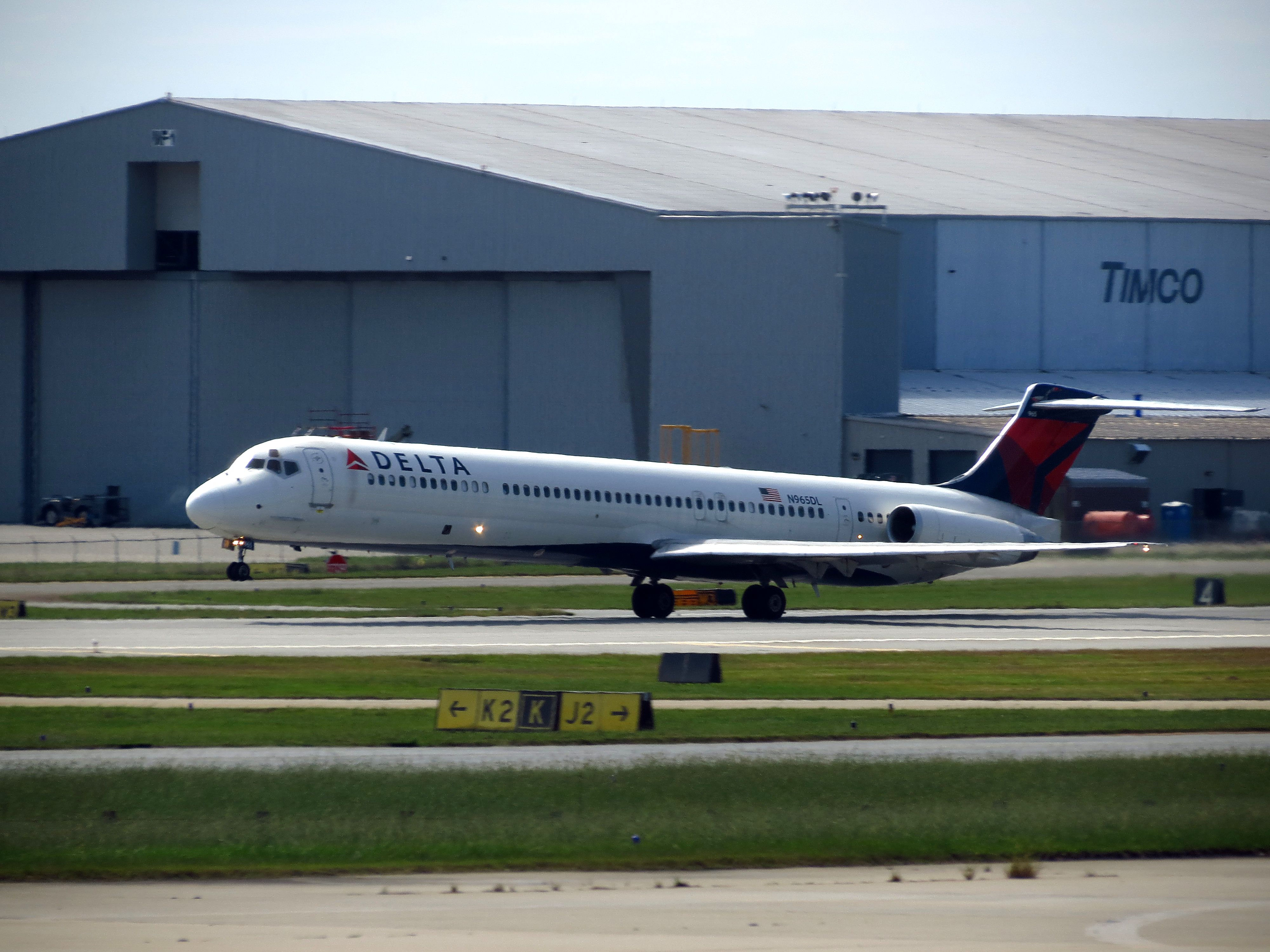
McDonnell Douglas MD-88 de Delta Air Lines despega del Aeropuerto Internacional Piedmont Triad con destino a Atlanta.

El Aeropuerto Internacional Piedmont Triad (IATA: GSO, OACI: KGSO, FAA LID: GSO) (del inglés: Piedmont Triad International Airport)  (comúnmente conocido localmente como "PTI") es un aeropuerto ubicado en el condado no incorporado de Guilford, Carolina del Norte, al oeste de Greensboro, que sirve a la región de Piedmont Triad de Greensboro, High Point y Winston-Salem, así como a toda la región de Piedmont Triad en Carolina del Norte, Estados Unidos. El aeropuerto, ubicado justo al lado de Bryan Boulevard, se encuentra en un terreno de 1526 ha (3770 acres) y tiene tres pistas. Es el tercer aeropuerto más transitado de Carolina del Norte, con un promedio de 280 despegues y aterrizajes por día. PTI es propiedad y está operado por la Autoridad del Aeropuerto Piedmont Triad.
Este aeropuerto está incluido en el Plan Nacional de Sistemas Aeroportuarios Integrados para 2011-2015, que lo categorizó como un aeropuerto de servicio comercial primario ya que tiene más de 10,000 embarques de pasajeros por año.
En diciembre de 2017 se aprobó una propuesta para cambiar el nombre del aeropuerto a "Aeropuerto Internacional de Carolina del Norte Central"; el cambio de nombre estaba programado para entrar en vigencia el 1 de enero de 2018. Sin embargo, debido a las objeciones del público, el cambio de nombre está detenido.

## Terminales e instalaciones
Completado en 1982, el edificio de la terminal del Aeropuerto Internacional Piedmont Triad actualmente tiene 26 puertas de pasajeros: 14 en la explanada norte y 12 en la explanada sur. Una expansión de 2006 agregó otros 3,700 m² (40,000 pies cuadrados) a la terminal (a un costo de $5 millones de dóalares); una parte sustancial de este espacio se utilizó para establecer controles de seguridad más permanentes. Ambas salas son del mismo tamaño, a pesar de los diferentes números de puertas. Hay dos niveles accesibles para pasajeros en la terminal. La parte superior incluye áreas de venta de boletos, seguridad, embarque y concesión. El piso inferior alberga el reclamo de equipaje y el transporte terrestre.
Anteriormente un US Airways Club de American Airlines operaba un Admirals Club frente a la Puerta 45 en la sala sur. A partir del 15 de octubre de 2018, el Admirals Club cerró permanentemente.
Al 30 de marzo de 2019, el aeropuerto promedia 246 operaciones de aeronaves por día: 37% aviación general, 33% taxi aéreo, 28% comercial regular y 2% militar. Actualmente hay 86 aeronaves con base en este aeropuerto: 67 monomotores, 11 multimotores y 8 jet.
Entre los aviones notables con base en el aeropuerto se encuentra el DC-8, operado por la Samaritan's Purse, una organización internacional de socorro sin ánimo de lucro. El aeropuerto es la sede de la principal instalación de mantenimiento de dicha organización.
21 Air e iAero Airways tienen su sede en Greensboro. 21 Air opera servicios de carga programados diariamente (como DHL Aviation) e iAero Airways mantiene una base de mantenimiento en el lado sur del aeródromo.

## Aerolíneas y destinos

### Pasajeros
| Aerolíneas        | Destinos |
| ----------------- | --- |
| Allegiant Air     | San Petersburgo/Clearwater Estacional: Orlando/Sanford                                                                |
| American Airlines | Charlotte, Dallas/Fort Worth                                                                                          |
| American Eagle    | Charlotte, Chicago–O'Hare, Filadelfia, Miami, Nueva York–LaGuardia, Washington–National Estacional: Dallas/Fort Worth |
| Breeze Airways    | Orlando Estacional: Hartford                                                                                          |
| Delta Air Lines   | Atlanta |
| Delta Connection  | Detroit, Nueva York–LaGuardia                                                                                         |
| United Express    | Chicago–O'Hare, Denver, Newark, Washington–Dulles                                                                     |

### Carga
| Aerolíneas                 | Destinos |
| -------------------------- | --- |
| Aeronaves TSM              | Laredo, Toledo Estacional: Monterrey, Querétaro, Saltillo, Shreveport, Windsor (ON) |
| Asia Pacific Airlines      | Ontario |
| DHL Aviation               | Cincinnati, Miami, Richmond |
| FedEx Express              | Atlanta, Boston, Charleston, Charlotte, Chicago–O'Hare, Cleveland, Dallas/Fort Worth, Filadelfia, Fort Lauderdale, Fort Worth, Greenville/Spartanburg, Harrisburg, Indianápolis, Jacksonville (FL), Louisville, Los Ángeles, Mánchester (NH), Memphis, Mineápolis/Saint Paul, Nashville, Newark, Newburgh, Orlando, Raleigh/Durham, Roanoke, Savannah, Tampa, Toronto-Pearson, Washington–Dulles |
| FedEx Feeder               | Charleston, Columbia (SC), Greenville/Spartanburg, New Bern, Wilmington (NC) |
| Freight Runners Express    | El Paso, Winston-Salem |
| Quest Diagnostics Aviation | Atlanta–Gwinnett, Atlanta–Peachtree, Chattanooga, Knoxville, Manassas (VA), Pittsburgh–Allegheny, Tri-Cities (TN) |
| UPS Airlines               | Cleveland, Columbia (SC), Louisville, Ontario, Orlando, Raleigh/Durham, Roanoke |
| World Atlantic Airlines    | Lansing, Miami |

## Estadísticas

### Tráfico anual
| Año  | Pasajeros | Carga Total (lbs.) |
| ---- | --------- | ------------------ |
| 2008 | N/A       | 153,071,408        |
| 2009 | 1,714,424 | 178,207,217        |
| 2010 | 1,680,953 | 190,621,532        |
| 2011 | 1,777,025 | 189,897,571        |
| 2012 | 1,776,087 | 195,034,338        |
| 2013 | 1,694,288 | 193,305,829        |
| 2014 | 1,667,959 | 163,797,626        |
| 2015 | 1,683,950 | 152,099,110        |
| 2016 | 1,686,966 | 146,265,503        |
| 2017 | 1,758,396 | 166,946,535        |
| 2018 | 1,873,928 | 188,086,359        |
| 2019 | 2,145,929 | 253,213,337        |
| 2020 | 754,752   | 211,196,009        |
| 2021 | 1,255,735 | 340,343,409        |
| 2022 | 1,568,775 | 347,351,454        |
| 2023 | 1,763,330 | 281,564,653        |
| 2024 | 1,959,182 | 191,669,427        |